# 梅塞
梅塞（法語：Messei，法語發音：[mɛsɛ] ⓘ）是法国奥恩省的一个市镇，属于阿让唐区。

## 地理
梅塞（48°42'42"N, 0°32'13"W）面积13.21 平方千米，位于法国诺曼底大区奧恩省，该省份为法国西北部内陆省份，北起顺时针与卡爾瓦多斯省、厄尔省、厄尔-卢瓦省、萨尔特省、马耶讷省和芒什省接壤。
与梅塞接壤的市镇（或旧市镇、城区）包括：拉塞勒拉福尔日、拉沙佩勒欧穆瓦讷、勒沙特利耶、埃沙卢、弗莱尔、圣安德烈德梅塞。

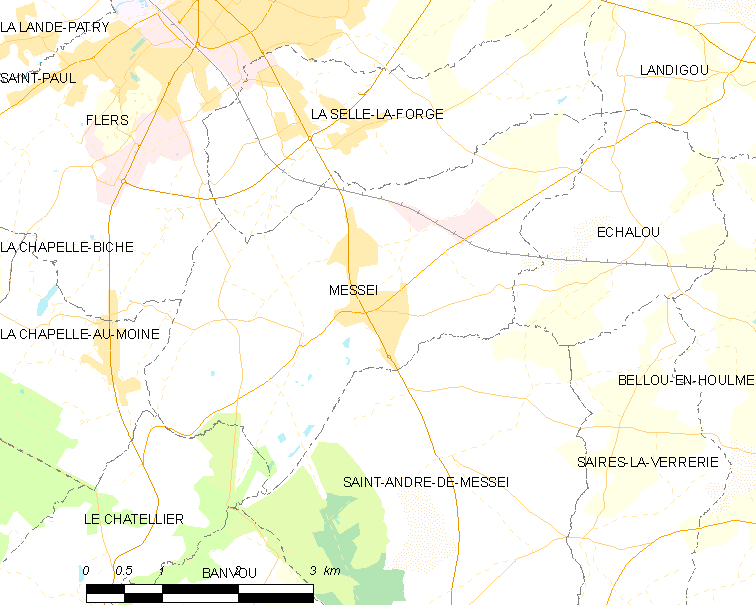
梅塞的OSM定位图

梅塞的时区为UTC+01:00、UTC+02:00（夏令时）。

## 行政
梅塞的邮政编码为61440，INSEE市镇编码为61278。

## 政治
梅塞所属的省级选区为马塞堡县。

## 人口

1962-2008年间梅塞人口变化图示

梅塞于2022年1月1日时的人口数量为1819人。